# Beat Consoni
Beat Richard Consoni (* 19. April 1950 in Horn) ist ein Schweizer Architekt und emeritierter Hochschullehrer.

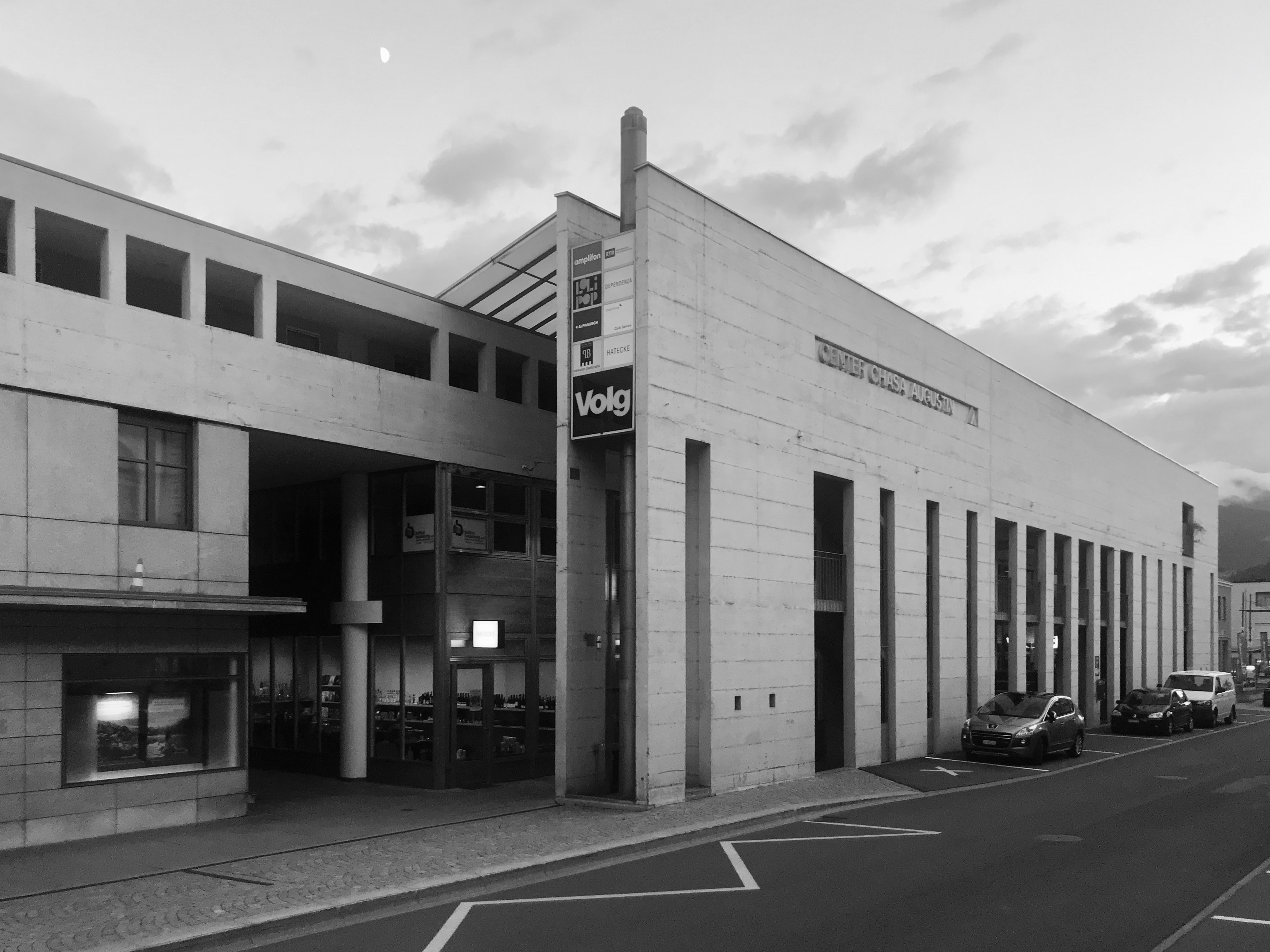
Center Chasa Augustin, Scuol

## Werdegang
Beat Consoni absolvierte zwischen 1966 und 1969 eine Ausbildung als Hochbauzeichner und studierte von 1970 bis 1974 Architektur an der HTL Burgdorf. 1975 besuchte er die Internationale Sommerakademie in Salzburg und absolvierte von 1975 bis 1976 ein Nachdiplomstudium in Raumplanung in Brugg-Windisch. 1980 arbeitete Consoni selbstständig in Rorschach und Scuol. Consoni lehrte an der Zürcher Hochschule Winterthur und an der ETH Zürich. Consoni wurde 1994 in den BSA und 1997 in den SIA berufen, zudem auch Mitglied im SWB.
Consoni saß u. a. in der Jury für das Oberstufenschulhaus Paspels, Nationalparkhaus Zernez, Eingang des Grossratgebäude Chur und dem Hörsaal Weber des Plantahofs in Landquart.

## Bauwerke
- 1980: Wohnhaus Not Carl, Scuol

Pädagogische Hochschule Thurgau Gebäude Z, Kreuzlingen

Gesamtanlage Pädagogische Hochschule Thurgau, Kreuzlingen

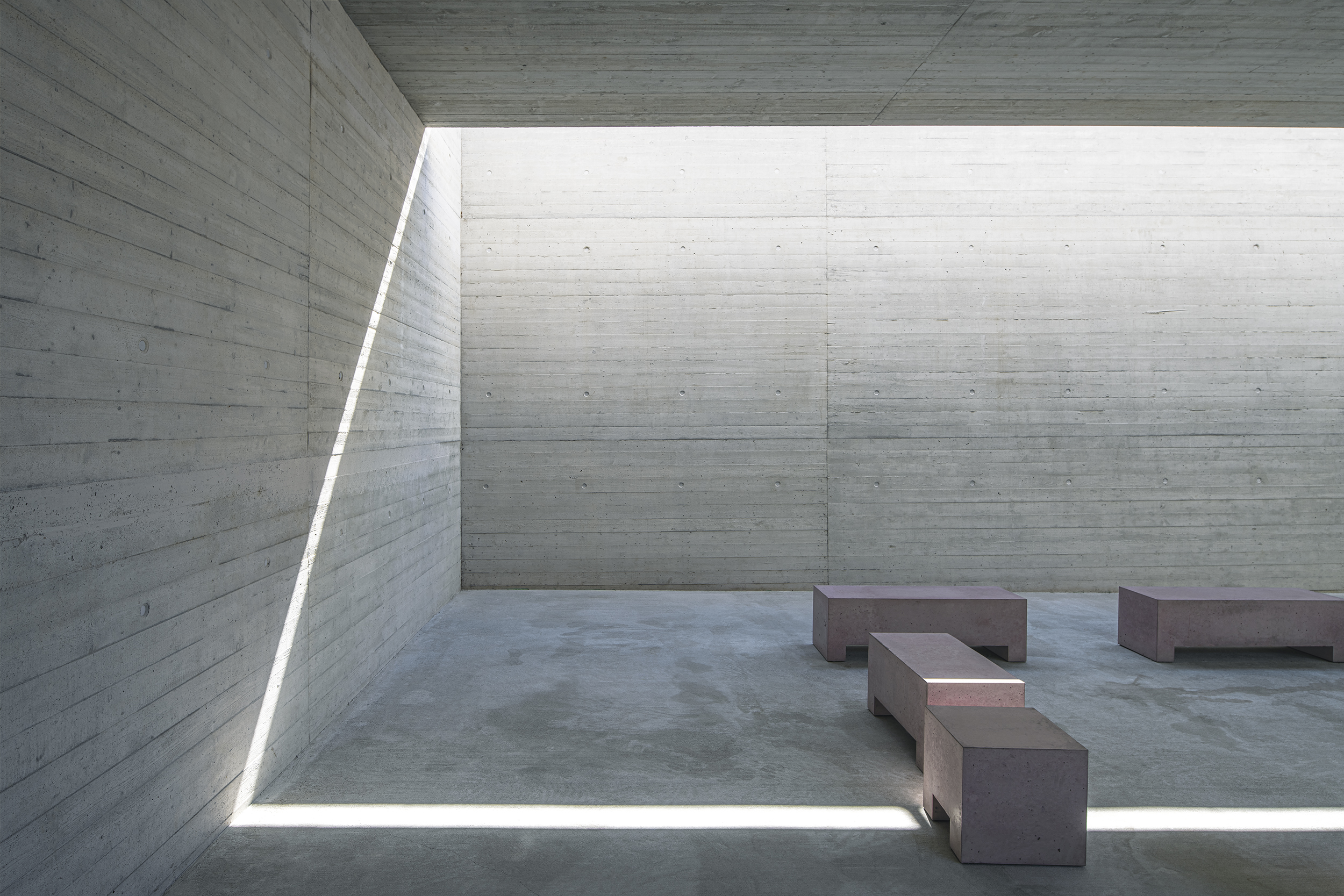
Primarschul-Pausenhalle in der Pädagogischen Hochschule Thurgau, Kreuzlingen

- 1986: Center Chasa Augustin, Scuol[5][6]
- 1990: Umbau Post, Horn
- 1993: Dependenza Hatecke, Scuol
- 1994: Wohnhaus Sonderegger, Frasnacht[7][8]
- 1994: Dependenza und Restaurant Hatecke, St. Moritz
- 1995: Wohnhaus Seestrasse 44, Horn
- 1997: Sanierung und Erweiterung Wohnhaus Knoblauch, Ardez
- 1996–1997: Wohnhaus Egloff, Bottighofen
- 1999–2000: Schulhaus Haslach, Au[9]
- 2000–2001: Feuerwehrdepot, Abtwil
- 2002: Empfangsstelle für Asylsuchende, Kreuzlingen
- 2002: Johanneum, Wohnheim für Erwachsene, Neu St. Johann SG
- 2002: Atelier Brust und Schwing, Bohlingen
- 2003: Showroom Bärlocher, Rorschacherberg
- 2003: Wohnhaus Ermanni, Rapperswil-Jona
- 2003: Wohnhaus Binswanger, Landschlacht
- 2007: Anbau Wohnhaus Scheiwiler, Abtwil
- 2008: Wohn- und Geschäftshaus Edition Panorama, Mannheim
- 2008: Neubau Pädagogische Hochschule Thurgau, Kreuzlingen[10]
- 2012: Werkhof für Feuerwehr und Tiefbauamt, Herisau
- 2016–2020: Erweiterung Pädagogische Hochschule Thurgau, Kreuzlingen[11]
- 2017: Laden Hatecke Zürich
- 2019: Laden Hatecke Zernez
- 2020: Neubau Spital – Etappe 1, Grabs[12][13]
- 2022–2024: Wohnhaus Seestrasse 46, Horn
- 2024–2027: Neubau Spital – Etappe 2, Grabs

## Auszeichnungen und Preise
- 1987: Auszeichnung für gute Bauten im Kanton Graubünden für Center Chasa Augustin, Scuol
- 2001: Auszeichnung gutes Bauen Ostschweiz
  - Wohnhaus Egloff Bottighofen
  - Schulhaus Haslach Au
- 2005: Lobende Erwähnung – Architekturpreis Beton für Atelier Brust und Schwing, Bohlingen[14]
- 2006: Auszeichnung gutes Bauen Ostschweiz für Wohnheim Johanneum Neu St. Johann
- 2015: Hugo Häring Preis für Wohn- und Geschäftshaus Edition Panorama, Mannheim[15]

## Ehemalige Mitarbeiter
- Andy Senn
- Daniel A. Walser

## Publikationen
- Baumeister: Georg Media Verlag, München 1995
- DB Deutsche Bauzeitung: Anpacken und Ausreisser. Deutsche Verlags-Anstalt, München 1995
- Raum und Wohnen: Perfektion der Proportion. Etzel-Verlag AG, Cham 1995
- a+u Architecture and Urbanism: Shinkenchiku-sha Co, Tokyo 1997
- Hochparterre: die radikale Ausnahme. Edition Hochparterre, Zürich 1998
- KA Korean Architecture: C3 Group, 1998
- Raum und Wohnen: Sanfter Flirt mit Beton. Etzel Verlag, Cham 1999
- Rivista Tecnica: Casa a Bottighofen. ADV Publishing House SA, Lugano 1999
- Schweizer Ingenieur und Architekt: Zwischen Hang und Tal, Neubau eines Primarschulhauses in Au SG. Verlags-AG der akademischen technischen Vereine, Zürich 2000
- Wallpaper: Wohnhaus Egloff Bottighofen. Time Life Entertainment Group GmbH, Berlin 2000
- Werk, Bauen + Wohnen: Schulhaus Haslach Au. Verlegergemeinschaft Werk, Bauen & Wohnen, Zürich 2001
- Bauen in Beton: Schulhaus Haslach Au. Atelier Kinold, München 2002
- Fünf Arbeiten – Beat Consoni: Quart Verlag, Luzern 2002
- Hochparterre: Klösterliche Strenge. Edition Hochparterre, Zürich 2002
- Bauen im Thurgau: Verlag Niggli AG, Salenstein 2003
- Werk, Bauen + Wohnen: Wohnheim für Erwachsene Johanneum. Verlegergemeinschaft Werk, Bauen & Wohnen, Zürich 2003
- Zichtbeton uit Zwitserland: Drukkerij Leën, Hasselt 2004
- Beyond Metropolis, eine Auseinandersetzung mit der verstädterten Landschaft: Interview – Architekturqualität und Raumplanung am Bodensee. Niggli AG, Salenstein 2006
- Alpine Siedlungsmodelle: Komplettierung eines historischen Gebäudeensembles. Athesia Druck GmbH, Bozen 2007
- Sichtbeton – Architektur, Konstruktion, Detail: Atelier Brust und Schwing. Deutsche Verlags-Anstalt, München 2007
- 175 Jahre Lehrerinnen- und Lehrerbildung Thurgau: Verlag Niggli AG, Salenstein 2008
- Campus Lehrerbildung Thurgau in Kreuzlingen: Kantonales Hochbauamt Thurgau, Frauenfeld 2008[16]
- Three Architects in Switzerland: Quart Verlag, Luzern 2008
- Hochparterre: Anbau Wohnhaus Scheiwiler. Edition Hochparterre, Zürich 2008[17]
- Hochparterre: Campus Lehrerbildung Thurgau. Edition Hochparterre, Zürich 2009[18]
- Werk, Bauen + Wohnen: Wettbewerb Reprofilierung. Erweiterung Kantonsspital Grabs 1. Rang. Verlegergemeinschaft Werk, Bauen & Wohnen, Zürich 2010[19]
- Vortragsreihe Forum Andere Musik: manthan [west]. Kulturstiftung, Thurgau 2012[20][21]
- Hochparterre: Bahnhofgebiet Süd Wattwil. Edition Hochparterre, Zürich 2013[22]
- Hochparterre: SaurerwerkZwei – Arbon. Edition Hochparterre, Zürich 2013
- Modulor: Interview – die Gestaltung der Stadt. Boll Verlag, Urdorf 2013
- Tec 21 Nr. 48: Gespräch mit Luigi Snozzi. Espazium Verlag, Zürich 2013
- Werk, Bauen + Wohnen: Geschichtete Hallen. Verlegergemeinschaft Werk, Bauen & Wohnen, Zürich 2013[23]
- Hochparterre: Freihof Mörschwil. Edition Hochparterre, Zürich 2014[24]
- Hochparterre Themenheft: Wir planen einen Stadtteil (Interview). Edition Hochparterre, Zürich 2014[25]
- Hochparterre Wettbewerb: Bruch im Dorfkern – zwischen modernistisch und historisierend. Edition Hochparterre, Zürich 2014
- Architektur in Baden-Württemberg: Hugo Häring Auszeichnung BDA Mannheim. Karl Krämer Verlag, Stuttgart 2015[26]
- Tec 21 Nr. 38: Erweiterung als Fortsetzung. Espazium Verlag, Zürich 2015
- Bauen im Rheintal: Aussicht aus einem Guss. Edition Hochparterre, Zürich 2017
- Ostschweizer Tagblatt: Ein Bienenhaus ganz aus Beton. CH Media, Aarau 2017[27]
- Samuel Penn (Hrsg.): ACCOUNTS. Pelinu Books, Bukarest 2019 mit Beiträgen von Pier Vittorio Aureli, François Charbonnet, Beat Consoni, Irina Davidovici, Mike Davies, Andrea Deplazes, Angela Deuber, Sérgio Fernandez, Pascal Flammer, Christoph Gantenbein, Rolf Jenni, Jan Kinsbergen, Oliver Lütjens, Peter Märkli, Marcel Meili, Thomas Padmanabhan, Samuel Penn, Jonathan Sergison, Álvaro Siza, Luigi Snozzi, Laurent Stalder, Martino Tattara, Marie-José Van Hee, Adrien Verschuere, Tom Weiss, Andrea Zanderigo, Raphael Zuber
- Bauten für die Öffentlichkeit der deutschen Schweiz 3. Teil: Erweiterungsbau 2 der pädagogischen Hochschule Thurgau in Kreuzlingen. AVD Goldach AG, Goldach 2021
- Hochparterre: Zackige Schule. Edition Hochparterre, Zürich 2021[28]
- Kantonales Hochbauamt Thurgau Amt für Umwelt: Einsatz von Recyclingbeton im Hochbau (mit Interview). Ströbele AG, Romanshorn 2021[29]
- Ostschweizer Tagblatt: Gutes Bauen Ostschweiz, eine eigene Architektursprache. CH Media, Aarau 2021[30]